# ヒカリゴケ
ヒカリゴケ（光苔、学名：Schistostega pennata (Hedw.) F.Weber et D.Mohr）は、ヒカリゴケ科ヒカリゴケ属のコケで、1科1属1種の原始的かつ貴重なコケ植物である。その名が示すように、洞窟のような暗所においては、わずかな光をよく反射するため金緑色（エメラルド色）に光るように見える（発光生物ではない）。

## 特徴

### 分布・生育環境
北半球に分布し、日本では北海道と本州の中部地方以北に、日本国外ではロシア極東部やヨーロッパ北部、北アメリカなどの冷涼な地域に広く分布する。洞窟や岩陰、倒木の陰などの暗く湿った環境を好む。日本の自生地にはマッカウス洞窟(北海道目梨郡羅臼町)、長野県佐久市や光前寺（長野県駒ヶ根市）、群馬県嬬恋村（浅間山溶岩樹型）、吉見百穴（埼玉県）、北の丸公園（東京都）などがある。

### 形態

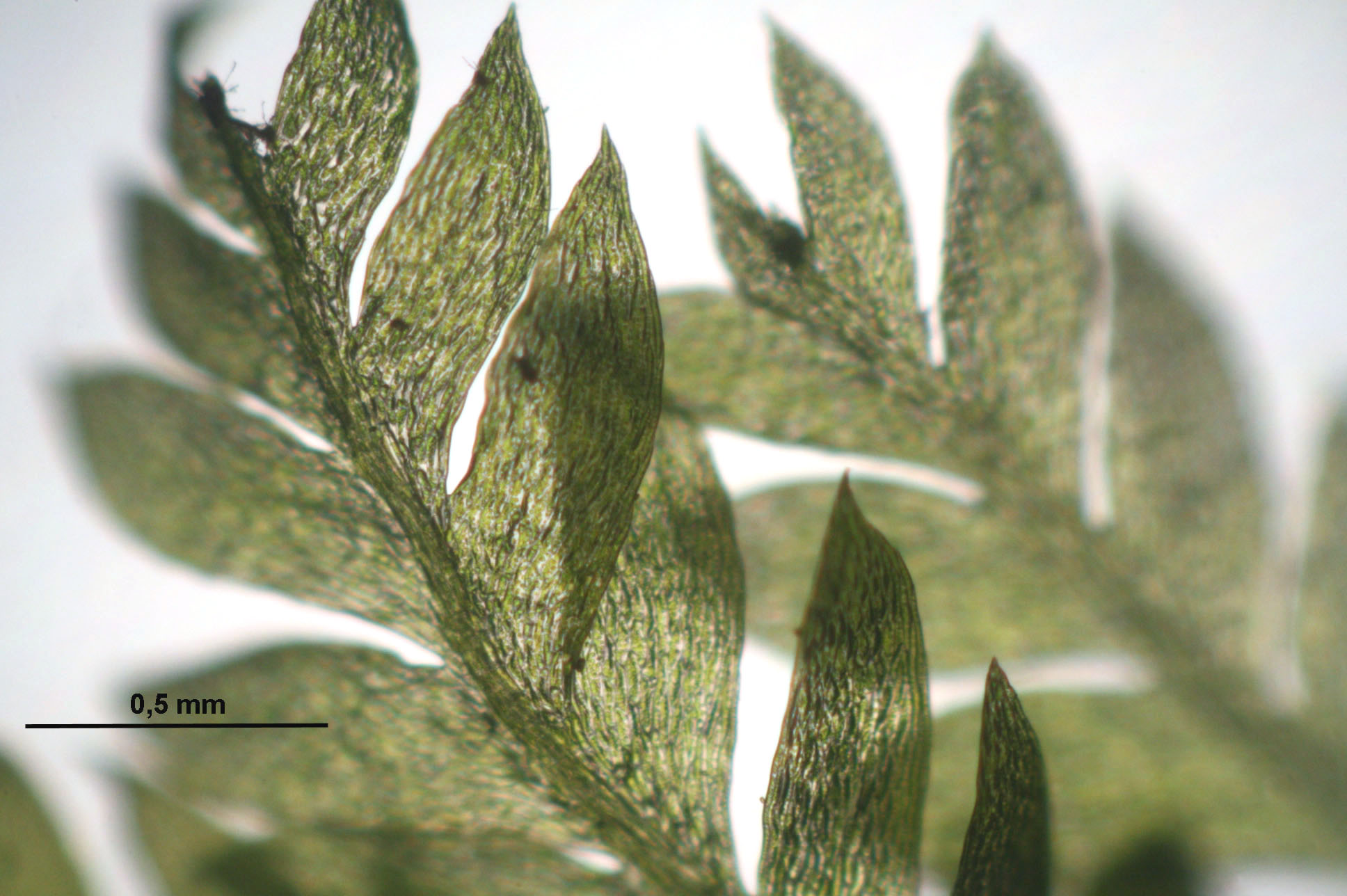
ヒカリゴケの葉の細部

小型のコケ植物で配偶体（茎葉体）は1cm程度。葉は披針形で、朔柄は5mm程度で直立し、先端につく朔は球形。原糸体（胞子から発芽した後の糸状の状態）は、一般的な蘚類が持つ糸状細胞の他に、直径15μm程度の球状であるレンズ状細胞を多く持つ。

### 光反射の仕組み
ヒカリゴケは自力で発光しているのではなく、原糸体のレンズ状細胞が暗所に入ってくる僅かな光を反射することによる。またレンズ状細胞には葉緑体が多量にあるため反射光は金緑色（エメラルド色）になる。

## 人類との関係
生育環境の変化に敏感で、僅かな環境変化でも枯死してしまうほどに脆い存在である。そのため生育地である洞窟の開発や大気汚染、乾燥化などの影響を大きく受けて、その個体数は減少し続けていると言われており、絶滅が危ぶまれている。日本ではその生育地の大部分は国立公園内にあり、採取は規制されているほか、国や地方自治体により天然記念物に指定されている。

## 保護上の位置づけ
日本では環境省により、レッドリストの準絶滅危惧(NT)の指定を受けている。
準絶滅危惧（NT）（環境省レッドリスト）
- 日本国指定の天然記念物
  - 吉見百穴ヒカリゴケ発生地 - 埼玉県比企郡吉見町
  - 江戸城跡のヒカリゴケ生育地 - 東京都千代田区[3]
  - 岩村田ヒカリゴケ産地 - 長野県佐久市岩村田